# Mahabharata

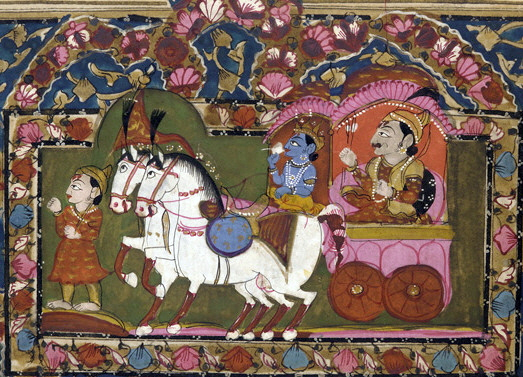
Krixna i Arjuna a Kurukshetra, pintura de segle XVIII-XIX

El Mahabharata (sànscrit (IAST) महाभारत), tradicionalment atribuït a Vyasa, és una de les dues poesies èpiques en sànscrit de l'itihasa o poesia èpica índia, l'altre és el Ramayana.
El títol es pot traduir com 'el gran conte de la dinastia Bhrata'. Segons el Mahabharata mateix, el conte prové d'una versió més curta de 24.000 versos anomenats simplement Bhrata. A més de la narrativa èpica de la Guerra de Kurukshetra i els destins dels kauraves i els pandaves, el Mahabharata conté molt de material filosòfic i devocional, com una discussió dels quatre «objectius de vida» o purusharthas (12.161: dharma (acció correcta), artha (propòsit), kama (plaer), i mokxa (alliberament)).
Entre les històries principals que formen part del Mahabharata figuren el Bhagavad Gita, la història de Damayanti, una versió abreujada del Ramayana, i el Rishyasringa, sovint considerat com una obra en si mateixa.
Hi ha hagut molts intents de desenredar l'evolució històrica i les capes que el componen, i es considera que les parts conservades més antigues del text no són anteriors al 400 aC, encara que l'origen de la història probablement prové dels segles ix i VIII aC. El text amb la seva forma final prové del voltant del segle iv, durant el primer Imperi gupta.
El Mahabharata és el poema èpic més llarg en sànscrit, amb una versió llarga de més de 100.000 shloka o 200.000 versos individuals (cada shloka és un parell), i llargs passatges en prosa. Amb 1,8 milions de paraules en total, el Mahabharata té unes deu vegades la llargada de la Ilíada i L'Odissea juntes, o al voltant de quatre vegades la llargada del Ramayana, i s'ha comparat la importància del Mahabharata per a la civilització mundial amb la Bíblia, l'obra de William Shakespeare o Homer, el teatre de l'antiga Grècia, o l'Alcorà.

## Història del text i estructura

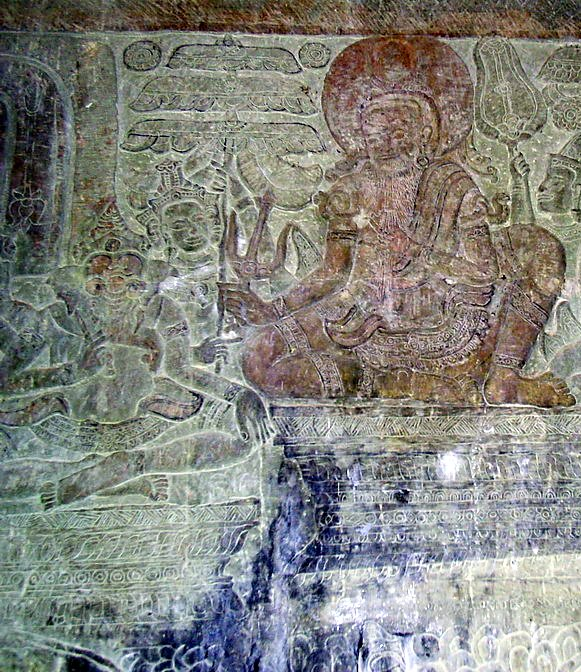
Imatge a Angkor Vat de Vyasa que narra el Mahabharata a Ganesha, el seu escrivà

L'èpica s'atribueix tradicionalment a Vyasa, un dels personatges principals de l'èpica. La primera secció del Mahabharata explica que fou Ganeixa qui, a instàncies de Vyasa, escrivia el text al dictat de Vyasa, i Ganesha hi va acceptar amb la condició que no s'aturés en la recitació. Vyasa va acceptar i donà temps a Ganesha per entendre què es deia abans d'escriure-ho.
L'èpica empra l'estructura d'història dins d'una història o mètode de les caixes xineses, popular en molts treballs religiosos i seculars indis. Vaisampayana, un deixeble de Vyasa, recita al rei Janamejaya, besnet d'Arjuna. La recitació de Vaisampayana a Janamejaya es repeteix una altra vegada per un contista professional anomenat Ugrasrava Sauti, molts anys més tard, a una assemblea de savis que realitza un llarg sacrifici de 12 anys al rei Saunaka Kulapati al bosc de Naimisha.
Jaya, el cor del Mahbhrata, s'estructura en forma de diàleg entre el rei Kuru Dhritarashtra i Sanjaya, el seu assessor i conductor de carro, que narra cada incident de la Guerra Kurukshetra, feta en 18 dies, mentre succeeix. Dhritarshtra a vegades pregunta i es lamenta de la destrucció provocada per la guerra entre els seus fills, amics i súbdits. També se sent culpable, a causa del seu paper, que va dur a una guerra destructiva per tot al subcontinent indi.
Al principi (Bhrata Varsha), Sanjaya descriu els continents de la Terra, els altres planetes, i se centra en el subcontinent indi, del qual llista els regnes, tribus, províncies, ciutats, pobles, rius, muntanyes i boscos. També explica diàriament les formacions militars de cada bàndol, la mort de cada heroi i els detalls de cada batalla. Uns 18 capítols del Jaya de Vyasa constitueixen el Bhagavad Gita, el text sagrat dels hindús, que tracta sobre geografia, història, guerra, religió i moralitat. Segons el mateix Mahabharata, el Bharata de Vaisampayana expandeix la història, inclòs el Jaya de Vyasa. Ugrasrava finalment conclou el Mahabharata, amb el Jaya de Vyasa i el Bharata de Vaisampayana dins de l'èpica.

### Acreció i redacció
La recerca sobre el Mahabharata s'ha esforçat a reconèixer i datar les diverses capes del text. Alguns elements del Mahabharata poden ser dels temps dels Vedes. El rerefons del Mahabharata suggereix que l'origen de l'èpica ocorre després del primigeni període vèdic i abans que al segle iii aC es creés el primer Imperi indi, probablement no lluny del segle viii aC o IX aC, i s'accepta generalment que a diferència dels Vedes, que s'havien de conservar immutables per ser perfectes, l'èpica era un treball popular que els recitadors ajustaven als canvis de llengua i estil, i els texts supervivents més antics del text dinàmic no deuen ser anteriors a les referències a l'èpica que han arribat, entre aquestes una al·lusió en la gramàtica del segle iv aC de Pànini (Ashtādhyāyī 4:2:56). Es calcula que el text en sànscrit ja tenia una forma final durant l'Imperi gupta al voltant del segle iv aC, però els manuscrits conservats són clarament posteriors, fet que complica encara més la tasca de la crítica textual. Vishnu Sukthankar, editor de la primera gran edició crítica del Mahabharata, comentava: "És inútil pensar a reconstruir un text fluid en una forma literalment original, sobre la base d'un arquetip i un stemma codicum. Què és possible? El nostre objectiu només pot ser reconstruir la forma més vella del text a què sigui possible arribar sobre la base del material de manuscrit disponible".
El mateix Mahabharata (1.1.61) distingeix una porció principal de 24.000 versos, el Bharata, i el material secundari addicional, mentre l'Ashvalayana Grhyasutra (3.4.4) fa una distinció semblant. Es reconeixen com a mínim tres redaccions del text: Jaya (Victòria) amb 8.800 versos atribuïts a Vyasa, Bharata amb 24.000 versos recitats per Vaisampayana, i finalment el Mahabharata com recitat per Ugrasrava Sauti, amb més de 100.000 versos. Tanmateix, alguns estudiosos com John Brockington afirmen que Jaya i Bharata es refereixen al mateix text, i atribueixen la teoria de Jaya amb 8.800 versos a una malinterpretació d'un vers en Adiparvan (1.1.81).
La redacció se'n feu seguint principis formals en què el número 18 estructura el text. Així hi ha 18 llibres, tant el Bhagavadgita com el Narayaniya consten de 18 capítols, mentre que la batalla central dura 18 dies i es lliura entre 18 exèrcits participants (Mbh. 5.152.23). L'afegit de les darreres parts es pot datar per l'absència de l'Anushasana-parva i el Parva Virata en el "Manuscrit Spitzer". El text en sànscrit més antic que ha sobreviscut es data de l'Imperi kuixan.
És probable que la redacció amb 18 llibres tingués lloc al primer segle, i sembla haver coexistit temporalment una divisió alternativa en 20 parvas. La divisió en 100 subparvas (esmentat en Mbh. 1.2.70) és més antiga, i a la majoria dels parvas se li posa el nom d'un dels subparvas que el componen. L'Harivamsa són els dos darrers dels 100 subparvas, i era considerat un apèndix (khila) del Mahabharata.
Segons el que un personatge diu en 1.1.50, hi havia tres versions de l'èpica, Manu (1.1.27), Astika (1,3, subparva 5) i Vasu (1.57), que correspondrien a l'addició primera d'un marc de diàlegs i després d'un altre. La versió Vasu ometria escenes i comença amb el conte del naixement de Vyasa. La versió astika afegeix el material de la literatura bramànica sarpasattra i ashvamedha, introdueix el nom Mahabharata, i identifica Vyasa com l'autor del treball. Els redactors d'aquestes addicions eren probablement estudiosos de Pancharatrin que segons Oberlies (1998) en controlaven el text fins a la redacció final.

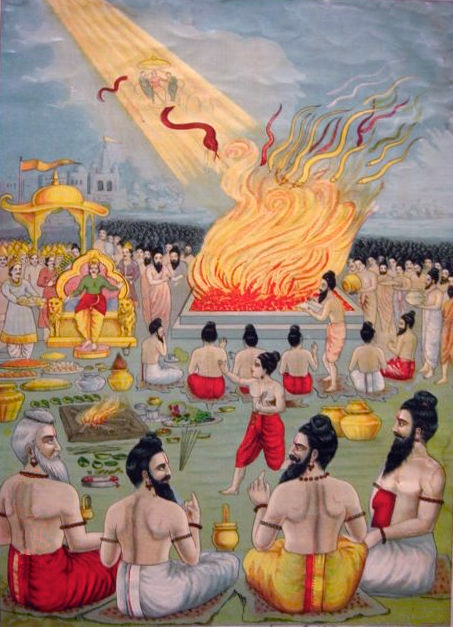
El sacrifici de serps de Janamejaya

L'Adiparva inclou el sacrifici de serps (sarpasattra) de Janamejaya, que explica la seva motivació, detallant per què totes les serps estaven pensades per ser sacrificades, i per què malgrat això, encara hi ha serps. Aquest material sarpasattra fou considerat sovint un conte independent afegit a una versió del Mahabharata per "atracció temàtica" (Minkowski 1991), i es considerava que tenia una connexió especialment estreta amb la literatura brahmana vèdica. El Panchavimsha Brahmana (25.15.3) enumera els sacerdots d'oficiants d'un sarpasattra, entre que els quals Dhrtarashtra i Janamejaya, dos dels personatges principals del sarpasattra, i Takshaka, el nom d'una serp en el Mahabharata.
L'estat del text l'han descrit alguns indòlegs de principis del segle xx com desestructurat i caòtic. Hermann Oldenberg suposava que el poema original havia d'haver tingut alguna vegada una "força tràgica" immensa, però desestimava el text complet com un "caos horrible". El parer d'altres indòlegs de principis del segle xx no era tan favorable. Moritz Winternitz considerava que "només uns teòlegs sense poètica i escribans barroers" podrien haver barrejat parts d'origen divers en un conjunt desordenat.

### Les velles generacions

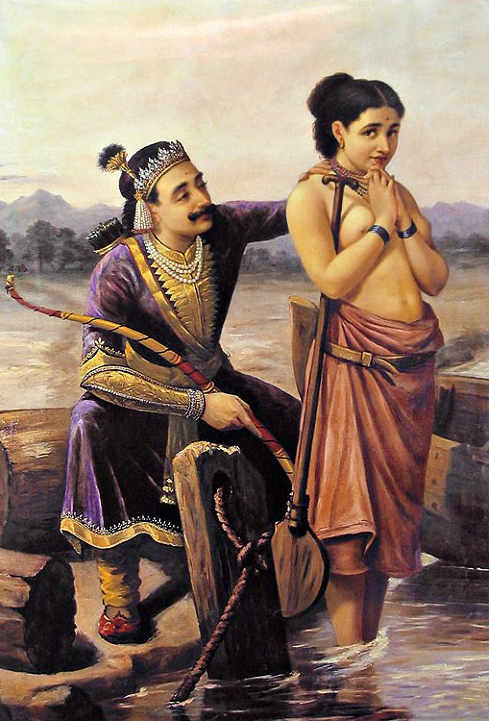
Shantanu atreu Satyavati, la pescadora. Pintat pel Raja Ravi Varma

### Els prínceps de Pandava i Kaurava

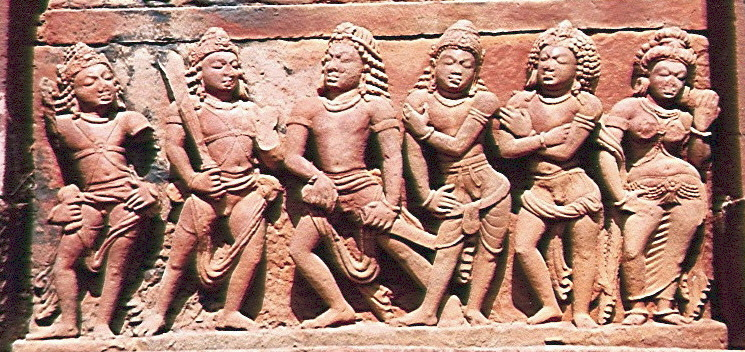
La figura central és Yudhishthira; les dos a la seva esquerra son Bhima i Arjuna. Nakula i Sahadeva, els bessons, són a la seva dreta. La seva muller, al fons a la dreta, és Draupadi. Deogarh, temple Dasavatar.

### Matrimoni amb Draupadi

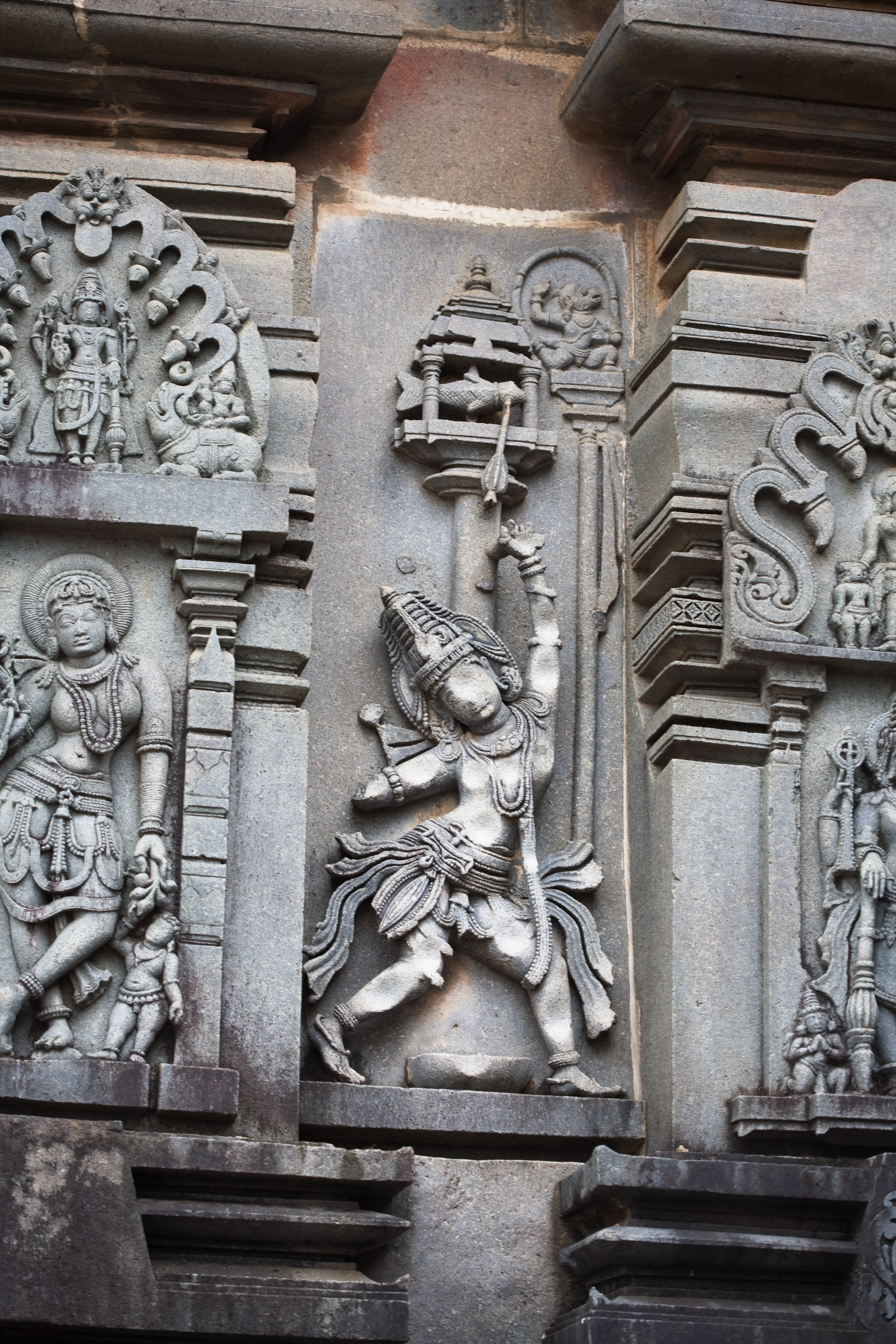
Arjuna foradant l'ull del peix. Temple de Chennakesava, construït per Hoysala

### El joc de daus

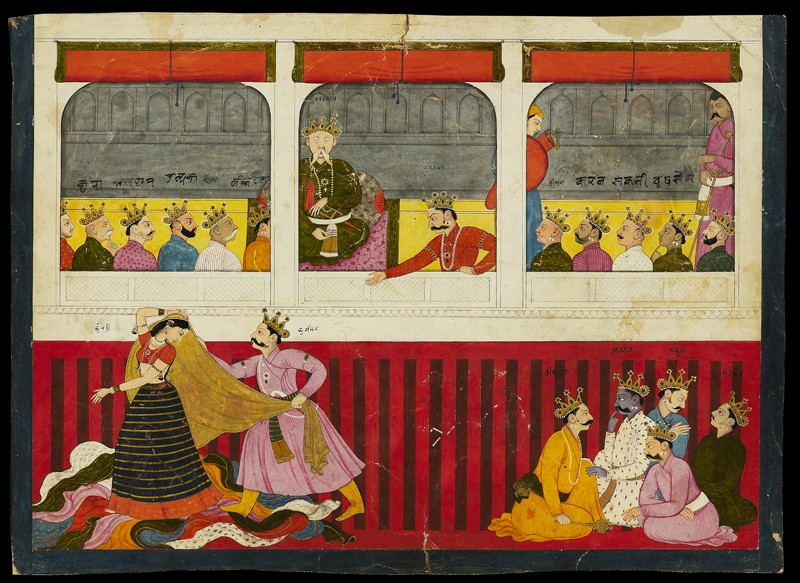
Draupadi humiliat

### La batalla a Kurukshetra

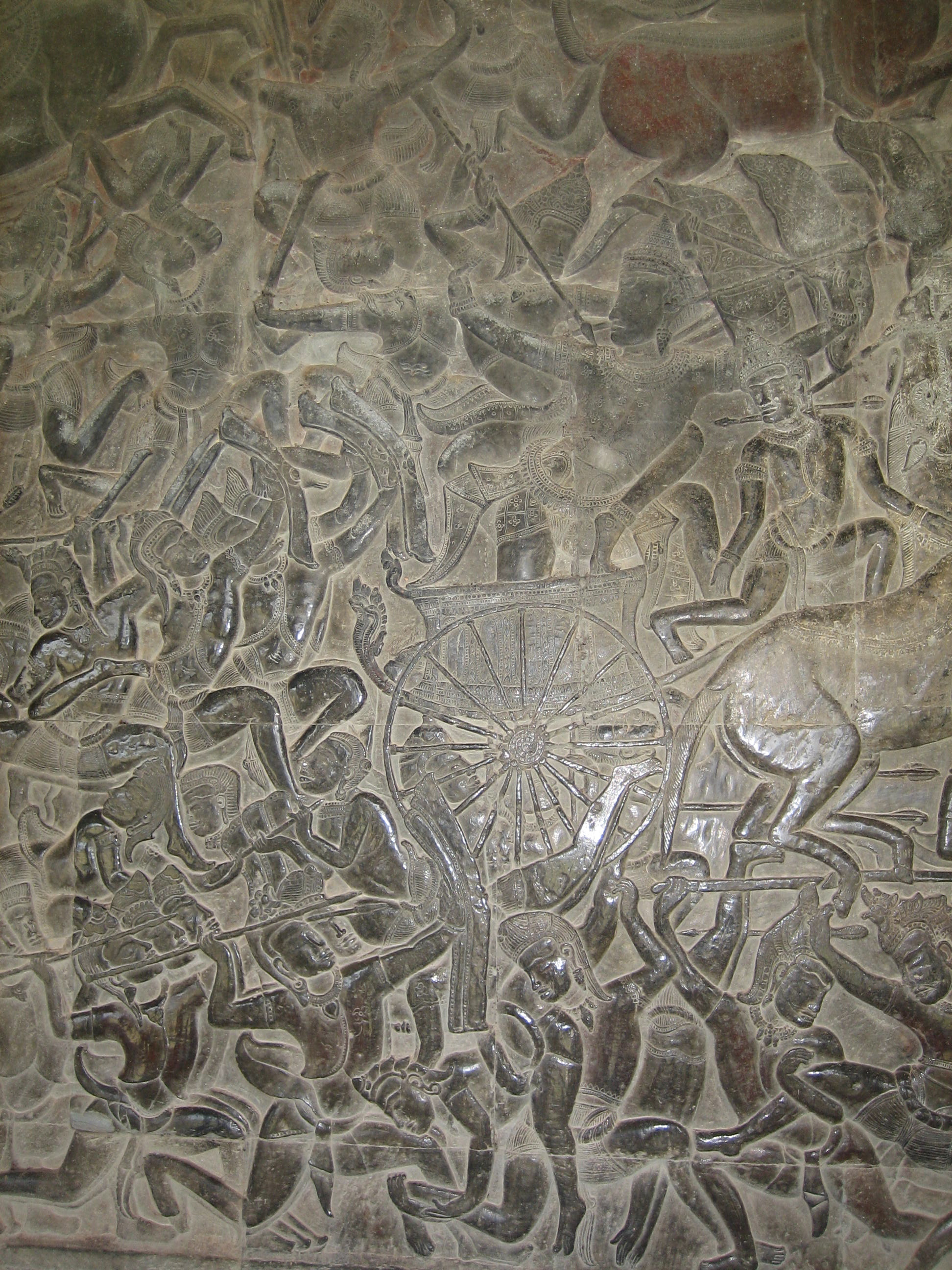
Una escena de la guerra Mahabharata, a Angkor Vat - Una pedra negra descrivint un seguit d'homes que porten una corona i un dhoti, lluitant amb llances, espases i arcs. Un carro amb la meitat del cavall fora del marc - es veu al mig.

### El final dels Pandava

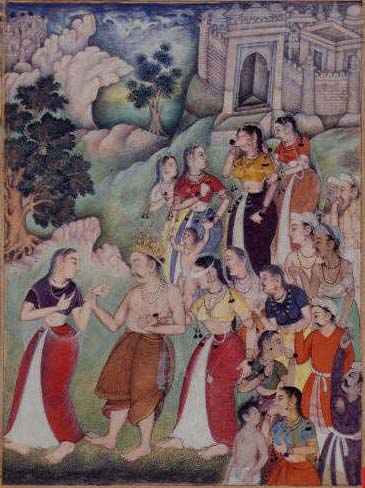
Gandhari, blindfolded, donant suport a Dhrtarashtra i seguint Kunti quan Dhrtarashtra es tornava vell i malaltís i es retirava al bosc. Miniatura d'un manuscrit del de part del Razmnama, traducció al Persa del Mahabharata

### interpretacions modernes

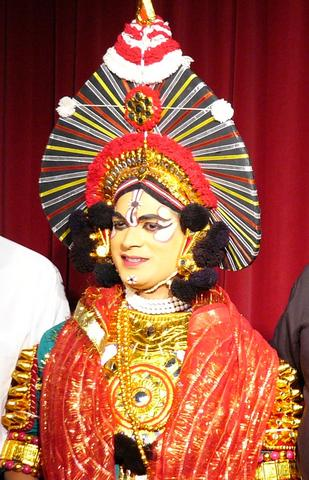
Krixna com descrit en Yakshagana des de Karnataka que es basa en gran part en històries de Mahabharata

### Traducció persa

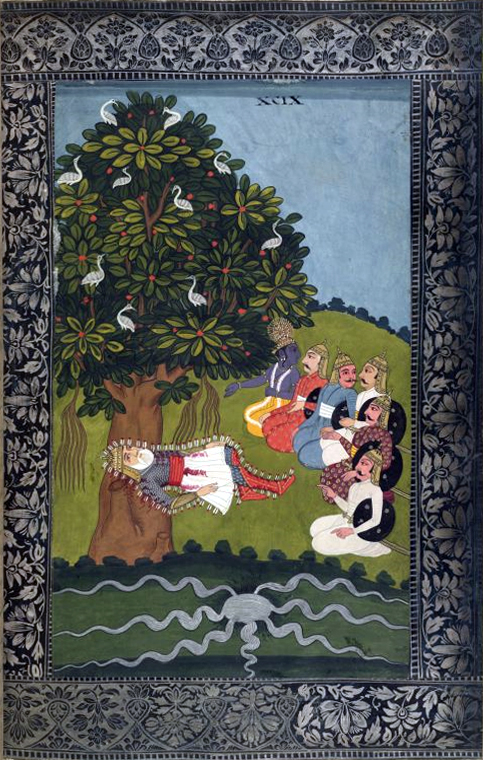
Bhishma al seu llit de mort de fletxes amb els Pandava i Krixna. Foli del Razmnama (1761-1763), trasducció persa del Mahabharata, encarregat per l'emperador mogol Akbar. Els Pandaves es vesteixen amb armadures i roba perses.

### Versió del Jainisme

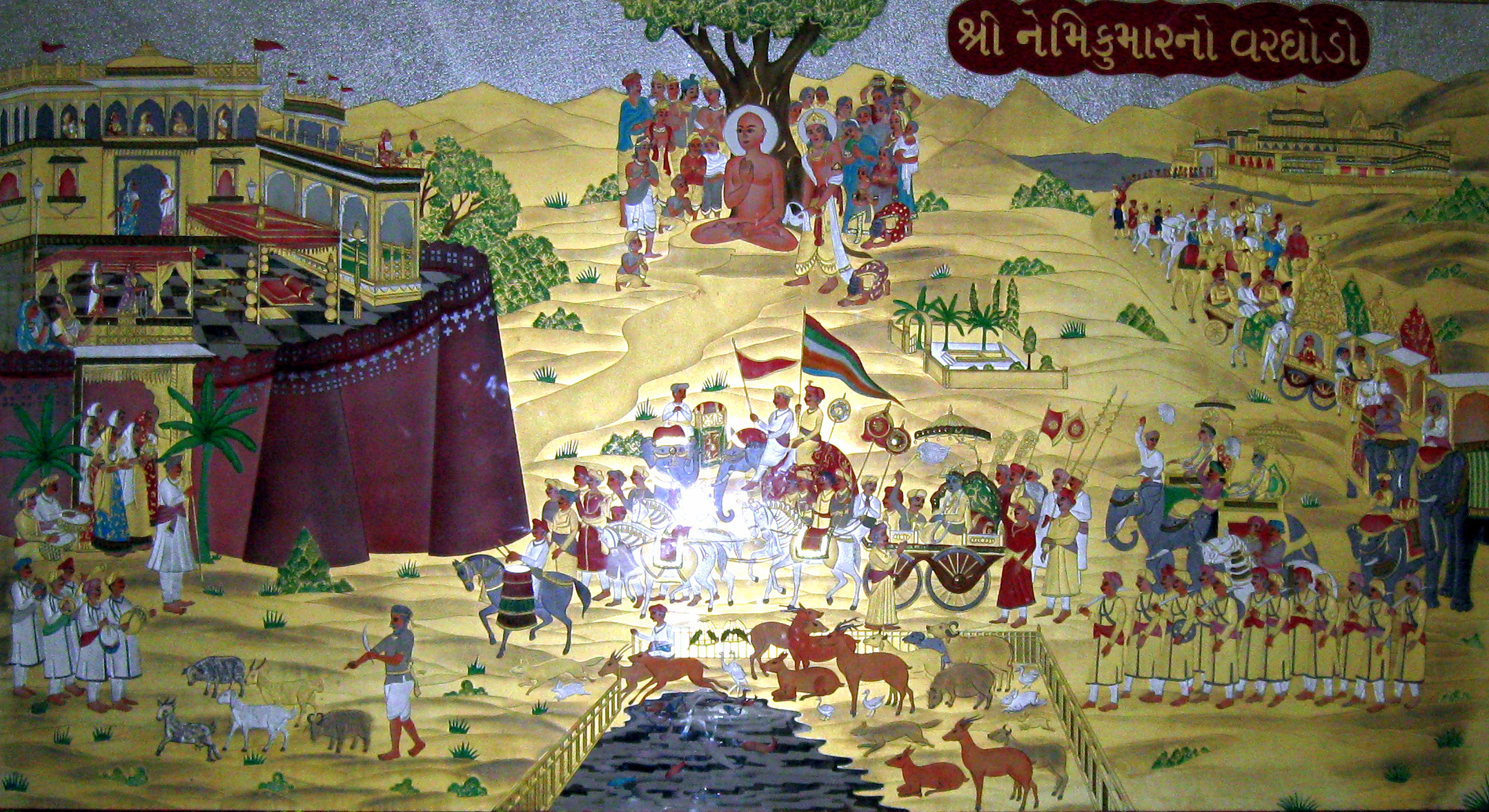
Descripció de processó de casament del Senyor Neminatha. El clos mostra els animals que s'han de matar per a menjar per a casaments. Vençut per la compassió amb els animals, Neminatha es negà a casar-se i renuncià al seu regne per esdevenir a un Shramana